# Danh sách Bí thư đơn vị hành chính cấp tỉnh Trung Quốc
Bí thư đơn vị hành chính cấp tỉnh (tiếng Trung: 中国共产党省级行政区委员会书记, bính âm Hán ngữ: Zhōng Guó Gòngchǎn Dǎng Shěng jí Xíngzhèngqū Wěiyuánhuì Shūjì, từ Hán - Việt: Trung Quốc Cộng sản Đảng Tỉnh cấp Hành chính khu Ủy viên Hội Thư ký) là công vụ viên lãnh đạo đơn vị hành chính cấp tỉnh địa phương của Cộng hòa Nhân Dân Trung Hoa.
Bí thư đơn vị hành chính cấp tỉnh được gọi chung là Bí thư Tỉnh ủy, bao gồm tên cụ thể: Bí thư Tỉnh ủy, Bí thư Thành ủy trực hạt thị, Bí thư Khu ủy Khu tự trị và Bí thư Ủy ban Trung ương công tác đặc khu. Trung Quốc chia địa phương thành 33 đơn vị hành chính cấp tỉnh, gồm 22 tỉnh, 04 trực hạt thị, 05 khu tự trị và 02 đặc khu hành chính. Bên cạnh đó, Trung Quốc tuyên bố Đài Loan là một đơn vị cấp tỉnh, trên danh nghĩa. Với 33 đơn vị cấp tỉnh, có 33 Bí thư Tỉnh ủy.
Các Bí thư đơn vị hành chính cấp tỉnh phụ trách công tác chính trị, phương hướng chính sách trực tiếp, là lãnh đạo vị trí thứ Nhất, cao nhất của mỗi tỉnh, công tác chỉ đạo vị trí thứ Hai thuộc về Tỉnh trưởng Chính phủ Nhân dân. Hiện tại trong thời thế Trung Hoa hiện đại, các Bí thư Tỉnh ủy thường được phân bổ nhiều kinh nghiệm, độ tuổi cao, nhận nhiệm vụ lãnh đạo toàn diện mỗi tỉnh, thường kiêm nhiệm chức vụ Chủ nhiệm Ủy ban Thường vụ Nhân Đại tỉnh, Bí thư Quân ủy Quân khu tỉnh, tức phụ trách cả chính trị, dân chủ lẫn quân sự. Chức vụ này trừ hai đặc khu hành chính Hồng Kông và Ma Cao, khi mà người phụ trách không lãnh đạo trực tiếp đặc khu, chỉ công tác liên lạc Trung ương.
Các Bí thư Tỉnh ủy đều là Đảng viên Đảng Cộng sản Trung Quốc, chức vụ cấp bậc Tỉnh trưởng - Bộ trưởng và một số vị trí đặc biệt ở vị trí Lãnh đạo cấp Phó Quốc gia.
| Hàm chức Đảng： Ủy viên Bộ Chính trị XIX Ủy viên Trung ương XIX Ủy viên dự khuyết Trung ương XIX |

## Bí thư Thành ủy trực hạt thị
| Trực hạt thị | Thành ủy (Danh sách Bí thư)             | Bí thư                 | Ảnh | Nhiệm kỳ                                | Sinh    | B |
| ------------ | --------------------------------------- | ---------------------- | --- | --------------------------------------- | ------- | - |
|              | Thành ủy Bắc Kinh Bí thư Bắc Kinh       | Thái Kỳ (蔡 奇)        |     | 27 tháng 5 năm 2017（7 năm, 301 ngày）  | 12/1955 |   |
|              | Thành ủy Thiên Tân Bí thư Thiên Tân     | Lý Hồng Trung (李鸿忠) |     | 13 tháng 9 năm 2016（8 năm, 192 ngày）  | 08/1956 |   |
|              | Thành ủy Thượng Hải Bí thư Thượng Hải   | Lý Cường (李 强)       |     | 29 tháng 10 năm 2017（7 năm, 146 ngày） | 07/1959 |   |
|              | Thành ủy Trùng Khánh Bí thư Trùng Khánh | Trần Mẫn Nhĩ (陈敏尔)  |     | 15 tháng 7 năm 2017（7 năm, 252 ngày）  | 06/1960 |   |

## Bí thư Tỉnh ủy
| Danh sách Bí thư hiện tại của 22 tỉnh* | Danh sách Bí thư hiện tại của 22 tỉnh*       | Danh sách Bí thư hiện tại của 22 tỉnh* | Danh sách Bí thư hiện tại của 22 tỉnh* | Danh sách Bí thư hiện tại của 22 tỉnh*  | Danh sách Bí thư hiện tại của 22 tỉnh* | Danh sách Bí thư hiện tại của 22 tỉnh* |
| Các tỉnh                               | Chính phủ tỉnh Danh sách Tỉnh trưởng         | Tỉnh trưởng                            | Ảnh                                    | Nhiệm kỳ                                | Năm sinh                               | Hàm                                    |
| -------------------------------------- | -------------------------------------------- | -------------------------------------- | -------------------------------------- | --------------------------------------- | -------------------------------------- | -------------------------------------- |
|                                        | Tỉnh ủy Hà Bắc Bí thư Hà Bắc                 | Vương Đông Phong (王东峰)              |                                        | 28 tháng 10 năm 2017（7 năm, 147 ngày） | 02/1958                                |                                        |
|                                        | Tỉnh ủy Sơn Tây Bí thư Sơn Tây               | Lâu Dương Sinh (楼阳生)                |                                        | 30 tháng 11 năm 2019（5 năm, 114 ngày） | 10/1959                                |                                        |
|                                        | Tỉnh ủy Liêu Ninh Bí thư Liêu Ninh           | Trương Quốc Thanh( 张国清) - Người Hán |                                        | 1 tháng 9 năm 2020（4 năm, 204 ngày）   | 08/1964                                |                                        |
|                                        | Tỉnh ủy Cát Lâm Bí thư Cát Lâm               | Cảnh Tuấn Hải (景俊海) - Người Hán     |                                        | 20 tháng 11 năm 2020（4 năm, 124 ngày） | 12/1960                                |                                        |
|                                        | Tỉnh ủy Hắc Long Giang Bí thư Hắc Long Giang | Trương Khánh Vĩ (张庆伟)               |                                        | 1 tháng 4 năm 2017（7 năm, 357 ngày）   | 11/1961                                |                                        |
|                                        | Tỉnh ủy Giang Tô Bí thư Giang Tô             | Lâu Cần Kiệm (娄勤俭)                  |                                        | 29 tháng 10 năm 2017（7 năm, 146 ngày） | 12/1956                                |                                        |
|                                        | Tỉnh ủy Chiết Giang Bí thư Chiết Giang       | Viên Gia Quân (袁家军)                 |                                        | 31 tháng 8 năm 2020（4 năm, 205 ngày）  | 09/1962                                |                                        |
|                                        | Tỉnh ủy An Huy Bí thư An Huy                 | Lý Cẩm Bân (李锦斌)                    |                                        | 29 tháng 8 năm 2016（8 năm, 207 ngày）  | 02/1958                                |                                        |
|                                        | Tỉnh ủy Phúc Kiến Bí thư Phúc Kiến           | Vu Vĩ Quốc (于伟国)                    |                                        | 28 tháng 10 năm 2017（7 năm, 147 ngày） | 10/1954                                |                                        |
|                                        | Tỉnh ủy Giang Tây Bí thư Giang Tây           | Lưu Kỳ (刘 奇)                         |                                        | 21 tháng 3 năm 2018（7 năm, 3 ngày）    | 09/1957                                |                                        |
|                                        | Tỉnh ủy Sơn Đông Bí thư Sơn Đông             | Lưu Gia Nghĩa (刘家义)                 |                                        | 1 tháng 4 năm 2017（7 năm, 357 ngày）   | 08/1956                                |                                        |
|                                        | Tỉnh ủy Hà Nam Bí thư Hà Nam                 | Vương Quốc Sinh (王国生)               |                                        | 21 tháng 3 năm 2018（7 năm, 3 ngày）    | 05/1956                                |                                        |
|                                        | Tỉnh ủy Hồ Bắc Bí thư Hồ Bắc                 | Ứng Dũng (应 勇)                       |                                        | 13 tháng 2 năm 2020（5 năm, 39 ngày）   | 11/1957                                |                                        |
|                                        | Tỉnh ủy Hồ Nam Bí thư Hồ Nam                 | Đỗ Gia Hào (杜家毫)                    |                                        | 28 tháng 8 năm 2016（8 năm, 208 ngày）  | 07/1955                                |                                        |
|                                        | Tỉnh ủy Quảng Đông Bí thư Quảng Đông         | Lý Hi (李 希)                          |                                        | 28 tháng 10 năm 2017（7 năm, 147 ngày） | 10/1956                                |                                        |
|                                        | Tỉnh ủy Hải Nam Bí thư Hải Nam               | Lưu Tứ Quý (刘赐贵)                    |                                        | 1 tháng 4 năm 2017（7 năm, 357 ngày）   | 09/1955                                |                                        |
|                                        | Tỉnh ủy Tứ Xuyên Bí thư Tứ Xuyên             | Bành Thanh Hoa (彭清华)                |                                        | 21 tháng 3 năm 2018（7 năm, 3 ngày）    | 04/1957                                |                                        |
|                                        | Tỉnh ủy Quý Châu Bí thư Quý Châu             | Tôn Chí Cương (孙志刚)                 |                                        | 15 tháng 7 năm 2017（7 năm, 252 ngày）  | 05/1954                                |                                        |
|                                        | Tỉnh ủy Vân Nam Bí thư Vân Nam               | Nguyễn Thành Phát (阮成发)             |                                        | 20 tháng 11 năm 2020（4 năm, 124 ngày） | 10/1957                                |                                        |
|                                        | Tỉnh ủy Thiểm Tây Bí thư Thiểm Tây           | Lưu Quốc Trung (刘国中)                |                                        | 31 tháng 7 năm 2020（4 năm, 236 ngày）  | 07/1962                                |                                        |
|                                        | Tỉnh ủy Cam Túc Bí thư Cam Túc               | Lâm Đạc (林 铎)                        |                                        | 11 tháng 4 năm 2017（7 năm, 347 ngày）  | 03/1956                                |                                        |
|                                        | Tỉnh ủy Thanh Hải Bí thư Thanh Hải           | Vương Kiến Quân (王建军)               |                                        | 21 tháng 3 năm 2018（7 năm, 3 ngày）    | 06/1958                                |                                        |

* Cộng hòa Nhân Dân Trung Hoa tuyên bố Đài Loan là tỉnh thứ 23 của nước này.

## Bí thư Khu ủy khu tự trị
| Danh sách Bí thư khu tự trị hiện tại | Danh sách Bí thư khu tự trị hiện tại  | Danh sách Bí thư khu tự trị hiện tại | Danh sách Bí thư khu tự trị hiện tại | Danh sách Bí thư khu tự trị hiện tại    | Danh sách Bí thư khu tự trị hiện tại | Danh sách Bí thư khu tự trị hiện tại |
| Các khu tự trị                       | Khu ủy khu tự trị Danh sách Chủ tịch  | Bí thư hiện tại                      | Ảnh                                  | Nhiệm kỳ                                | Sinh năm                             | Hàm                                  |
| ------------------------------------ | ------------------------------------- | ------------------------------------ | ------------------------------------ | --------------------------------------- | ------------------------------------ | ------------------------------------ |
|                                      | Khu ủy Nội Mông Cổ Bí thư Nội Mông    | Thạch Thái Phong (石泰峰)            |                                      | 25 tháng 10 năm 2019（5 năm, 150 ngày） | 09/1956                              |                                      |
|                                      | Khu ủy Quảng Tây Bí thư Quảng Tây     | Lộc Tâm Xã (鹿心社)                  |                                      | 21 tháng 3 năm 2018（7 năm, 3 ngày）    | 11/1956                              |                                      |
|                                      | Khu ủy Tây Tạng Bí thư Tây Tạng       | Ngô Anh Kiệt (吴英杰)                |                                      | 28 tháng 8 năm 2016（8 năm, 208 ngày）  | 12/1956                              |                                      |
|                                      | Khu ủy Hồi Ninh Hạ Bí thư Hồi Ninh Hạ | Trần Nhuận Nhi (陈润儿)              |                                      | 25 tháng 10 năm 2019（5 năm, 150 ngày） | 10/1957                              |                                      |
|                                      | Khu ủy Tân Cương Bí thư Tân Cương     | Trần Toàn Quốc (陈全国)              |                                      | 29 tháng 8 năm 2016（8 năm, 207 ngày）  | 11/1955                              |                                      |

## Bí thư Ủy ban Trung ương Công tác đặc khu và Chủ nhiệm Văn phòng Liên lạc Chính phủ Nhân dân trung ương
Hồng Kông và Ma Cao là hai Đặc khu hành chính của Cộng hòa Nhân Dân Trung Hoa, được chuyển trở lại năm 1997 đối với Hồng Kông từ Vương quốc Liên hiệp Anh và Bắc Ireland, năm 1999 đối với Ma Cao từ Bồ Đào Nha. Bí thư Ủy ban Trung ương Công tác đặc khu là chức vụ liên lạc công tác đặc khu về Trung ương.
Bí thư Ủy ban Công tác đều có hàm Chính tỉnh - Chính bộ, nhưng không trực tiếp lãnh đạo đặc khu như các Bí thư Tỉnh ủy khác.
| Bí thư Ủy ban Công tác Hồng Kông và Ma Cao | Bí thư Ủy ban Công tác Hồng Kông và Ma Cao | Bí thư Ủy ban Công tác Hồng Kông và Ma Cao | Bí thư Ủy ban Công tác Hồng Kông và Ma Cao | Bí thư Ủy ban Công tác Hồng Kông và Ma Cao | Bí thư Ủy ban Công tác Hồng Kông và Ma Cao | Bí thư Ủy ban Công tác Hồng Kông và Ma Cao |
| Các đặc khu                                | Ủy ban Công tác Danh sách Trưởng quan      | Bí thư Ủy ban                              | Ảnh                                        | Nhiệm kỳ                                   | Sinh năm                                   | Địa chính trị                              |
| ------------------------------------------ | ------------------------------------------ | ------------------------------------------ | ------------------------------------------ | ------------------------------------------ | ------------------------------------------ | ------------------------------------------ |
|                                            | Ủy ban Công tác Hồng Kông Bí thư Ủy ban    | Lạc Huệ Ninh (骆惠宁)                      |                                            | 1 tháng 4 năm 2020（4 năm, 357 ngày）      | 10/1954                                    |                                            |
|                                            | Ủy ban Công tác Ma Cao Bí thư Ủy ban       | Phó Tự Ứng (傅自应)                        |                                            | 28 tháng 12 năm 2018（6 năm, 86 ngày）     | 09/1957                                    |                                            |